# Neubau (Gemeinde Ladendorf)
Neubau ist eine kleine Katastralgemeinde der Gemeinde Ladendorf im politischen Bezirk Mistelbach im nördlichen Weinviertel. Neubau ist als „Gipfelsiedlung“ einer der höchstgelegenen Orte im nördlichen Weinviertel. Die Ortschaft hat 446 Einwohner (Stand 1. Jänner 2025).

## Topographie, Geologie
Neubau liegt östlich der Leiser Berge auf einem langgestreckten Höhenrücken sowie an dessen westlichem (Breinerfeld, Zimetfeld) und östlichem Abhang (Neusiedler Feld, Waldel, Tettenhengst, Luxländer). Durch das Tal am Westrand der Gemeinde fließt der Neubauer Bach zum Taschlbach. Die Meereshöhe beträgt am höchsten Punkt 306 m ü. A. und fällt nach Westen zum Bahnhof Neubau-Kreuzstetten auf 254,66 m ü. A. ab, nach Osten zum Pellendorfer Bach auf unter 220 m ü. A.
Geologisch besteht der Höhenrücken an seinem Gipfel aus dem nordöstlichsten Vorposten der Flyschzone. Die Westabhänge zählen zu den vorwiegend kalkigen und sandigen Neogen-Sedimenten der Kreuzstettner Bucht am Nordrand des Korneuburger Beckens, die Ostabhänge zu den Neogen-Sedimenten der Schricker Gruppe am Westrand des Wiener Beckens.

## Geschichte
Eine Besiedlung vom Neolithikum (ca. 6000–3500 v. Chr.) bis in die Urnenfelderzeit (1300–800 v. Chr.) konnte nachgewiesen werden.
Erste gesicherte Aufzeichnungen über die Besiedlung des Ortes liegen aus einem kaiserlichen Urbar aus dem Jahr 1622 vor. Diese deuten darauf hin, dass Neubau damals eine noch unter dem Namen „Neustifft“ firmierende junge Ansiedlung war, aber bereits über 22 Häuser verfügte. Bisher nicht nachgewiesen werden konnte, ob die Siedlungstätigkeit in Neubau an der Stelle einer früheren Niederlassung fortgesetzt oder neu begründet wurde. Möglich scheint, dass es auf eine nahe gelegene Siedlung (das heute nicht mehr zu lokalisierende Oresberg in der nördlich von Atzelsdorf gelegenen Riede Heintal/Heutal/Hainthal) zurückgeht und von dieser aus gegründet wurde. Eine – wenn auch vorübergehende – Verödung von Heintal/Heutal/Hainthal im Zeitraum von 1486 bis 1491 (Ungarnkriege unter König Matthias Corvinus) erscheint möglich. Ein Zusammenhang mit der Besiedlung Neubaus kann jedoch nicht nachgewiesen werden.
Zu Beginn des Dreißigjährigen Krieges wurde Neubau 1619/1620 im Zuge des von Bethlen Gábor geführten antihabsburgischen Aufstandes von ungarischen Soldaten überfallen und geplündert.
Gegen Ende des Zweiten Weltkriegs kamen in Neubau bei Luftangriffen und Artilleriebeschuss durch die Rote Armee vier Zivilisten ums Leben, zahlreiche Gebäude wurden zerstört. Der Ort wurde am 17. April 1945 von sowjetischen Truppen besetzt.

### Bevölkerungsentwicklung
| Jahr | Häuser | Personen                                 |
| ---- | ------ | ---------------------------------------- |
| 1622 | 22     |                                          |
| 1726 | 28     |                                          |
| 1744 | 42     |                                          |
| 1796 | 45     |                                          |
| 1831 | 49     | 200                                      |
| 1870 | 51     | 242                                      |
| 1885 | 49     | 241                                      |
| 1890 | 53     | 279                                      |
| 1900 | 64     | 294                                      |
| 1910 | 77     | 327                                      |
| 1923 | 78     | 295                                      |
| 1934 | 90     | 293                                      |
| 1939 | 93     | 283                                      |
| 1950 | 93     | 289                                      |
| 1961 | 93     | 277                                      |
| 1971 | 115    | 223                                      |
| 1981 | 147    | 251                                      |
| 1991 | 168    | 245                                      |
| 2001 |        | 280 (Hauptwohnsitz), 152 (Zweitwohnsitz) |

## Bevölkerungsstruktur
Die Altersstruktur der Bevölkerung Neubaus wich aufgrund der Ergebnisse der Volkszählung des Jahres 2001 in mehreren Teilbereichen vom österreichischen Durchschnitt ab. Der Anteil der Bewohner bis 14 Jahre lag bei 13,57 %, wohingegen der Österreich-Wert 16,85 % betrug. Auch bei den 15- bis 29-Jährigen war der Anteil im Gegensatz zur landesweiten Tendenz unterdurchschnittlich und wies nur 13,93 % auf (Österreich: 18,62 %). Die Bevölkerung im mittleren Alter zeigt weitgehende Übereinstimmungen mit den landesweiten Werten: So beträgt der Anteil der 30- bis 44-Jährigen in Neubau 26,07 % (Österreich: 24,88 %), auf die Gruppe im Alter von 45–59 Jahren entfallen 16,79 % (Österreich: 18,57 %). Starke Abweichungen zeigen sich beim Anteil der Bevölkerung ab dem 60. Lebensjahr. Auf die Kategorie der 60- bis 74-Jährigen entfallen 22,86 %, während der Österreichwert lediglich 13,83 % beträgt. 75 Jahre und älter sind in Neubau 6,79 % (Österreich: 7,24 %).
Die Verteilung der Geschlechter entsprach mit einem Anteil von 46,79 % Männern und 53,21 % Frauen in etwa dem österreichischen Durchschnitt (48,42 % Männer bzw. 51,58 % Frauen).
Die Einwohner Neubaus über 14 Jahre weisen im Österreichvergleich einen höheren Anteil an Eheschließungen (55,36 % im Gegensatz zu 43,92 %) auf. Der Anteil der ledigen Personen liegt bei 17,14 % (Österreich: 25,65 %). Der Anteil der verwitweten Personen mit einem Wert von 8,21 % sowie die Anzahl der geschiedenen Einwohner mit einem Anteil von 5,71 % entsprechen in etwa den gesamtösterreichischen Werten (7,14 % bzw. 6,45 %).

## Herkunft und Sprache
Von den 280 Einwohnern mit Erstwohnsitz in Neubau gaben 15 Personen an, nicht in Österreich geboren worden zu sein. Der Anteil der Einwohner, die als Umgangssprache Deutsch sprechen, beträgt 96,42 % (270 Personen). Je 1,79 % bzw. 5 Personen gaben an, sich als Umgangssprache des Tschechischen oder einer anderen Sprache zu bedienen.

## Religion
Laut der Volkszählung des Jahres 2001 verteilt sich die Religionszugehörigkeit wie folgt:
| Religion           | Prozent | Personen |
| ------------------ | ------- | -------- |
| römisch-katholisch | 82,86 % | 232      |
| evangelisch        | 1,78 %  | 5        |
| ohne Bekenntnis    | 14,64 % | 41       |
| sonstige           | 0,36 %  | 1        |
| ohne Angaben       | 0,36 %  | 1        |

## Wirtschaft

### Vergangenheit

#### Ziegelproduktion
Direkt an Neubau grenzt der Ort Neubau-Kreuzstetten, in der sich heute noch die Reste einer Ziegelei befinden. Die im Jahr 1870 errichtete Ziegelei wurde 1884 von Martin Steingassner (1838–1917) übernommen, der im Weinviertel auch die Fabriken in Frättingsdorf, Stillfried und Wolkersdorf besaß. In den Jahren 1889 und 1904 wurde die Ziegelei um zwei Ringofenanlagen erweitert, in denen nach dem Patent von Friedrich Eduard Hoffmann (1818–1900) jährlich bis zu 5 Millionen Ziegel („Steingassner-Ziegel“) hergestellt wurden. Die Absatzmöglichkeiten wurden durch die Anbindung an das Eisenbahnnetz erheblich verbessert. Um 1920 arbeiteten hier 200 Personen, 1975 nur noch 22. Der Betrieb wurde 1975 geschlossen.

#### Fremdenverkehr
Nach der Errichtung der Eisenbahnlinie im Jahr 1870 und der damit verbundenen erleichterte Erreichbarkeit von Wien bedingte der Fremdenverkehr einen mäßigen wirtschaftlichen Aufschwung. 1913 erfolgte die Errichtung einer Badeanlage. Der ca. 300 Einwohner zählende Ort wurde alljährlich von rund 100 Wienern zur „Sommerfrische“ aufgesucht. Mit dem Beginn des Zweiten Weltkrieges kam der Fremdenverkehr zum Erliegen.

## Verkehr

### Eisenbahn
Neubau liegt nahe dem Bahnhof Neubau-Kreuzstetten, der von der Linie S2 der S-Bahn Wien bedient wird. Die Strecke wurde als (nördliche Linie der) Laaer Ostbahn 1868–1870 von der k. k. privilegierten österreichisch-ungarischen Staatseisenbahn-Gesellschaft (StEG) errichtet. Sie wurde als Teil einer durchgehenden Magistrale von Wien (Ostbahnhof) über Brünn und Prag nach Tetschen-Bodenbach konzipiert, die aber nicht realisiert wurde.

### Autobahn
Der Anschluss an die Autobahn A5, die Anfang 2010 für den Verkehr freigegeben wurde, liegt rund 5 km östlich (Anschlussstelle Gaweinstal Mitte).

### Radverkehr
Neubau liegt am 73,5 km langen Zweigelt-Radrundweg.

## Vereine
Freiwillige Feuerwehr (gegr. 1926), Sparverein „Gemütlichkeit“ (gegr. 1953), Kultur- und Verschönerungsverein (gegr. 1968), Kinderverein Neubau (gegr. 1994).

## Sehenswürdigkeiten

### Kirche zur Heiligen Dreifaltigkeit

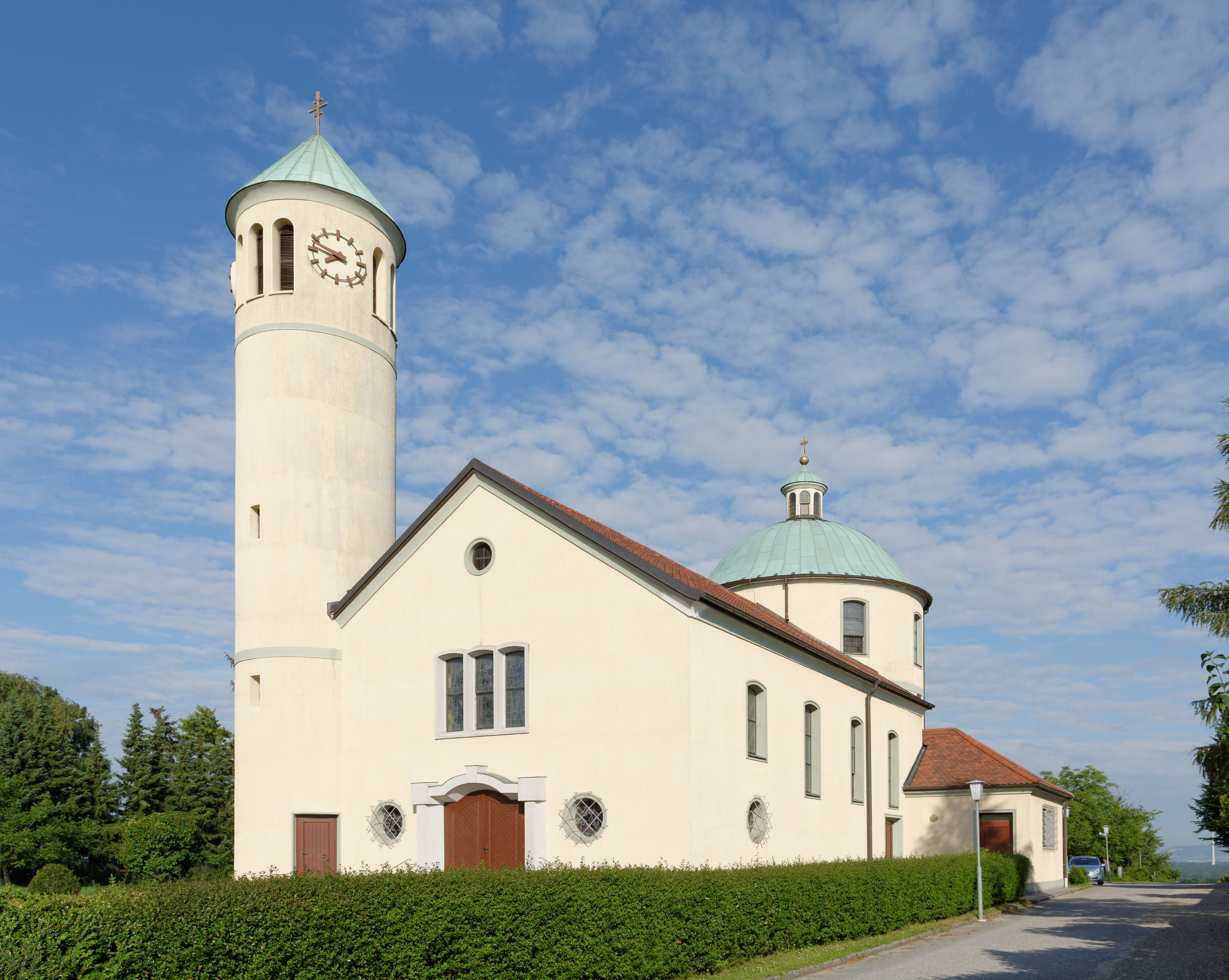
Kirche zur Heiligen Dreifaltigkeit

In den Jahren 1788/89 wurde eine Kapelle erbaut, 1807 die der Heiligen Dreifaltigkeit geweihte Kirche errichtet. Die auf einer Flyschsandstein-Bank erbaute Kirche in der heutigen Bründlberggasse stürzte infolge von Kellervortrieben am 29. Mai 1942 teilweise ein. Die Grundsteinlegung für die von Dombaumeister Karl Holey entworfene Kirche erfolgte unweit davon am 28. Mai 1950. Theodor Innitzer weihte den Kirchenbau am 28. Oktober 1951. Eine Renovierung wurde von 1996 bis 2002 durchgeführt.
Schlichtes Langhaus unter einem Satteldach, Kuppel mit Laterne. Runder Turm mit Kegeldach. Im Langhaus eingezogene Tonnenwölbung. Chor in Rundbogenarkaden mit zwei Säulen zum Langhaus geöffnet. Glasfenster von Hermann Bauch.
Die Reliquien im Altar stammen von den im Jahr 2002 seliggesprochenen Restituta Kafka, Jakob Kern und Anton Maria Schwartz, dem Gründer der Kalasantiner-Kongregation.

### Standbild des Heiligen Nepomuk
Das aus dem 18. Jahrhundert stammende Denkmal befindet sich am nördlichen Ortsrand.